# 別洛列琴斯克區

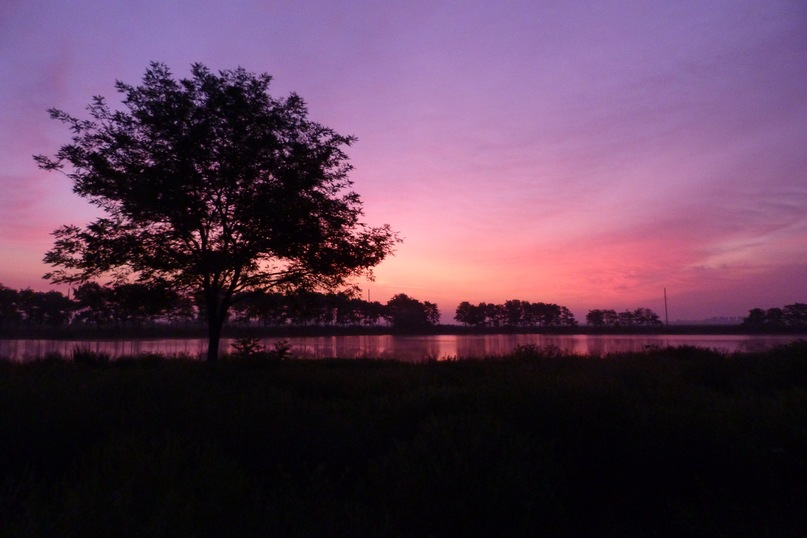

44°46′N 39°52′E / 44.767°N 39.867°E
別洛列琴斯克區（俄语：Белореченский район），是俄羅斯的一個區，位於該國西南部，由克拉斯諾達爾邊疆區負責管轄，面積1,280平方公里，2010年人口45,149，人口密度每平方公里35.27人。